# Carver Mead
Carver Andress Mead (1 de mayo de 1934 en Bakersfield, California) es un prominente informático teórico estadounidense. Es profesor emérito (Gordon and Betty Moore professor emeritus) en el Instituto Tecnológico de California (Caltech), habiendo enseñado allí por más de 40 años. Es autor de más de 200 artículos científicos cuya aplicación práctica se ha transformado en más de 80 patentes registradas. 
Mead estudió ingeniería eléctrica en Caltech, obteniendo su B.S. en 1956, su M.S. en 1957, y su Ph.D. en 1960. Fue el primero en enunciar la llamada Ley de Moore, que determina que la potencia de los ordenadores se duplica en año y medio, y creador del diseño VLSI siglas en inglés de Sistemas Integrados a Escala Muy Grande,

## Premios
- En 1981 la revista Electronics premia a Mead y Lynn Conway (su compañera de trabajo de entonces) con su premio por logros, otorgado anualmente.
- En 1996 recibe el Premio Phil Kaufman por el impacto de su trabajo en la industria de diseño electrónico.[2]
- En 1999 recibe el Premio Lemelson-MIT.
- En 2002 recibe la Medalla Nacional de Tecnología.[3]
- El mismo año, los miembros del Computer History Museum le otorgan un premio «por sus pioneras contribuciones en la automática, metodología y enseñanza de diseño de circuitos integrados».[4]
- El 17 de enero de 2012, la Fundación BBVA en reconocimiento a su labor científica le otorga el Premio Fundación BBVA Fronteras del Conocimiento 2011 en la categoría de Tecnologías de la Información y la Comunicación, dotado con 400.000 euros.[1]